# Coppa Libertadores (pallavolo)
La Coppa Libertadores è una competizione sudamericana per club di pallavolo maschile, organizzata dall'ACLAV e dall'ACV.

## Albo d'oro
| Edizione         | Edizione     | Podio    | Podio   | Podio |
| Anno             | Sede finali  | Campione | Seconda | Terza |
| ---------------- | ------------ | -------- | ------- | ----- |
| 2018-19 Dettagli | Taubaté      | Bolívar  | Sesc    | Sesi  |
| 2020 Dettagli    | Buenos Aires | Sesi     | Bolívar | Sesc  |

## Palmarès per club
| Squadra | Titolo | Edizione |
| ------- | ------ | -------- |
| Bolívar | 1      | 2018-19  |
| Sesi    | 1      | 2020     |

## Palmarès per nazioni
| Nazione   | Titolo |
| --------- | ------ |
| Argentina | 1      |
| Brasile   | 1      |